# 폭풍누적에너지

폭풍누적에너지(ACE, Accumulated Cyclone Energy)란, NOAA에서 주로 북대서양 허리케인의 활동을 주시할 때 이용하는 수치이다. 단일 폭풍으로 가장 높게 측정된 ACE는 87.01이며 2023년 발생한 남인도양 사이클론 프레디에 해당한다.

## 폭풍누적에너지 계산 방법
ACE는 다음과 같은 수식에 의해 계산된다.
{\displaystyle {\text{ACE}}=10^{-4}\sum v_{\max }^{2}}
- {\displaystyle v_{\max }}는 1분최대풍속을 가리키며, 단위는 104 kt2이다.
- 열대폭풍으로 활동하는 동안에만 6시간 단위로 계산하고, 열대저기압일 경우에는 계산하지 않는다. 또한 아열대폭풍인 경우에도 계산하지 않는다.
- 운동 에너지는 속도의 제곱에 비례하므로, 일정 시간 당 에너지를 더하면 누적 에너지를 구할 수 있다. 열대폭풍의 지속 기간이 길어지면, 더 많은 값이 누적 에너지에 더해지기 때문에 더 짧은 기간 동안 활동한 강한 허리케인보다 약한 열대폭풍의 ACE가 더 큰 경우가 생긴다. 비록 ACE가 에너지에 비례하는 값이지만, 에너지의 직접적 계산은 아니다 (이동된 공기의 질량, 즉 열대폭풍의 크기까지 감안해야 한다).
- 한 시즌의 ACE는 그 시즌에 발생한 각각의 열대폭풍의 ACE값을 더한 것이므로 이 해에 발생한 열대폭풍 수와 활동 기간을 감안하게 된다.
- 관련된 값에는 허리케인 파괴 퍼텐셜(hurricane destruction potential, HDP)이 있는데, 이는 열대 저기압이 허리케인일 때만 ACE를 계산하는 것이다.

## 폭풍누적에너지에 의한 시즌의 분류

### 북대서양
1951~2000년 평균에 의하면, ACE의 중앙값은 87.5이며 평균값은 93.2이다. 이 값을 바탕으로 NOAA에서는 시즌 분류를 다음과 같이 하기도 한다:
- 평균 이상 : ACE가 103 이상 (중앙값의 117%)
- 평균 이하 : ACE가 66 미만 (중앙값의 75%)
- 평균 : ACE가 66 이상 103 미만

### 동태평양/중태평양
1971~2005년 평균에 의하면, ACE의 중앙값은 115이며, 평균값은 130이다.
- 평균 이상 : ACE가 135 이상 (중앙값의 117%)
- 평균 이하 : ACE가 86 미만 (중앙값의 75%)
- 평균 : ACE가 86 이상 135 미만

## 같이 보기
- 사이클론 프레디
- 태풍 이오케
- 사피어-심프슨 허리케인 등급